# 旧後藤家住宅 (奥州市)
旧後藤家住宅（きゅうごとうけじゅうたく）は、岩手県奥州市江刺岩谷堂町向山公園内に所在する江戸時代の古民家。重要文化財に指定されている。

## 概要
東北地方における民家の形式を南部の曲り家とともに二分する仙台藩直家の典型的な遺構。その間取りや軸部、小屋組の架構は北上市口内にあった菅野家住宅（享保年間の建立）と比較して一段と古い。また、解体工事中に地下掘建柱の穴底から発見された笹塔婆の残欠に元禄８年（1695年）の記名があることから、元禄から宝永年間と推定される。1965年（昭和40年）5月29日、重要文化財に指定された。1967年、かつての江刺市（当時）広瀬から現在地に移築された。

## 建築
平面積232.9m2、寄棟造、茅葺。1870年（明治3年）に縁側が構えられ、近年天井張り建具を改造したが、主要部分については変更なく、当初の状況が残されている。

## 利用情報
- 開館日 - 3月20日から11月15日までの平日（要予約）
- 開館時間 - 10時から12時、13時から17時
- 入館料 - 無料

## 交通アクセス
- 東北自動車道水沢ICより車15分
- 岩手県交通バス江刺バスセンターより徒歩25分

## 周辺施設
- えさし藤原の郷
- 旧岩谷堂共立病院 – 岩手県指定有形文化財